# Sint-Oedenrode
Sint-Oedenrode és una població i antic municipi de la província del Brabant del Nord, al sud dels Països Baixos. L'1 de gener del 2009 tenia 17.559 habitants repartits sobre una superfície de 64,95 km² (dels quals 0,49 km² corresponen a aigua). Limitava al nord amb Sint-Michielsgestel, Schijndel i Veghel, a l'oest amb Boxtel, a l'est amb Laarbeek i al sud amb Best, Son en Breugel i Nuenen, Gerwen en Nederwetten.
L'1 de gener de gener de 2017 es va unir a Schijndel i Veghel per crear el nou municipi de Meierijstad.

## Centres de població
- Boskant
- Nijnsel
- Olland
- Sint-Oedenrode

## Ajuntament
- CDA 4 regidors
- Hart voor Rooi/PvdA 4 regidors
- VVD 3 regidors
- Gemeentebelang 2 regidors
- BTV Rooi, 2 regidors
- DGS, 2 regidors